# Тарак
Тарак (на Алтае чегень, в Туве тарык, хойтпак, в Калмыкии тарг, в Чувашии турӑх) — кисломолочный продукт.

## О продукте
Тарак по принципу приготовления мало отличается от приготовления иных подобных кисломолочных продуктов, таких как йогурт, катык, мацони (что по существу одно и то же под разными наименованиями). Главной особенностью тарака является то, что молочнокислое брожение осуществляется не за счёт болгарской палочки, а за счёт швейцарской палочки (используется, например, при изготовлении сыра Эмменталь).
Как правило, тарак делают не из одного вида молока, а из смеси молока тех видов, которые имеются в наличии, например овечьего, козьего и коровьего молока. Иногда в состав смеси входило молоко верблюдиц (Калмыкия) или даже ячих (Тува). Это связано с тем, что удойность скота в тех регионах, где тарак получил распространение, была невелика, и для производства продукта для всей семьи требовалось собрать всё имеющееся в хозяйстве молоко.
В отличие от катыка, молоко для тарака не доводят до кипения, а лишь подогревают, затем остужают и вносят закваску, которой служит ранее изготовленный тарак. В Калмыкии в качестве закваски используется сметана. После внесения закваски, ёмкость с тараком герметично закрывают: в прежние времена для этих целей служил кожаный бурдюк.
Тарак не даёт такого же плотного сгустка без сыворотки, как катык, поэтому для употребления либо сцеживают лишнюю сыворотку (хойтпак), либо напротив, разводят до требуемой консистенции напитка. На Алтае из чегеня делают такие вторичные продукты, как аарчи (нечто среднее между сузьмой и молодым сыром) и курут (аналог курта)